# 국립 프뢰벨 재단
국립 프뢰벨 재단(NFF)은 영국의 유치원 수준에서 교육 과정을 가르치기 위한 시험을 검증하고 표준을 설정한 재단이다. 독일 교육자 프리드리히 프뢰벨의 이름을 딴 이 재단은 1874년 프뢰벨 협회와 1887년 국립 프뢰벨 연합이라는 두 개의 개별 단체에서 시작되었다. 1938년, 두 단체는 합병하여 국립 프뢰벨 재단을 설립했다. 국립 프뢰벨 재단은 2012년까지 프뢰벨 교육원과 합병하여 프뢰벨 트러스트를 설립했다. 프뢰벨 트러스트는 영국에서 프뢰벨의 교육, 자금 지원, 연구, 훈련 및 교육 컨퍼런스를 촉진하고 해외 봉사 활동을 위한 영국의 자선 단체로 계속 활동하고 있다. NFF의 실무자 네트워크는 국립 프뢰벨 네트워크로 계속되고 있다.